# Dème de Didymotique
Le dème de Didymotique, en grec moderne : Δήμος Διδυμοτείχου / Dímos Didymotíchou, est un dème de Macédoine-Orientale-et-Thrace en Grèce. L'actuel dème résulte de la fusion, en 2010, de l'ancien dème de Didymotique et celui de Metaxádes. Le siège du dème est la ville de Didymotique.
Selon le recensement de 2021, le dème compte 16 060 habitants, tandis que le district municipal compte 8 681 habitants et la ville de Didymotique 8 611 habitants.